# Seznam sopek Antarktidy
Toto je seznam sopek Antarktidy

## Vlastní Antarktida
| Název            | Forma                | Výška (m) | Souřadnice   | Souřadnice    | Poslední erupce |
| Název            | Forma                | Výška (m) | Zem. šířka   | Zem. délka    | Poslední erupce |
| ---------------- | -------------------- | --------- | ------------ | ------------- | --------------- |
| Andrus           | štítová sopka        | 2978      | 75°48'00'' S | 132°20'00'' W | ???             |
| Berlin           | štítová sopka        | 3478      | 76°03'00'' S | 136°00'00'' W | ???             |
| Bridgeman Island | stratovulkán         | 240       | 62°03'00'' S | 56°45'00'' W  | ???             |
| Buckle Island    | stratovulkán         | 1239      | 66°48'00'' S | 163°15'00'' E | 1899            |
| Deception Island | kaldera              | 576       | 62°58'00'' S | 60°39'00'' W  | 1970            |
| Erebus           | stratovulkán         | 3794      | 77°32'00'' S | 167°10'00'' E | 2019            |
| Hudson Mountains | stratovulkány        | 749       | 74°20'00'' S | 99°25'00'' W  | ???             |
| Chang Peak       | štítová sopka        | 3292      | 77°10'00'' S | 126°53'00'' W | ???             |
| Melbourne        | stratovulkán         | 2732      | 74°21'00'' S | 164°42'00'' E | 1750            |
| Paulet           | sopečný kužel        | 353       | 63°35'00'' S | 55°46'00'' W  | ???             |
| Penguin Island   | stratovulkán         | 180       | 62°06'00'' S | 57°56'00'' W  | 1905            |
| Peter I Island   | štítová sopka        | 1640      | 68°51'00'' S | 90°35'00'' W  | ???             |
| Pleiones         | stratovulkán         | 3040      | 72°40'00'' S | 165°30'00'' E | 1050 před Kr.   |
| Royal Society    | sopečné kužele       | 3000      | 78°15'00'' S | 163°36'00'' E | ???             |
| Seal Nunataks    | pyroklastické kužele | 368       | 65°02'00'' S | 60°03'00'' W  | ???             |
| Siple            | štítová sopka        | 3110      | 73°26'00'' S | 126°40'00'' W | ???             |
| Sturge Island    | stratovulkán         | 1167      | 67°24'00'' S | 164°50'00'' E | ???             |
| Takahe           | štítová sopka        | 3460      | 76°17'00'' S | 112°05'00'' W | 5550 před Kr.   |
| Terror           | štítová sopka        | 3262      | 77°31'00'' S | 168°32'00'' E | ???             |
| Toney            | štítová sopka        | 3595      | 75°48'00'' S | 115°50'00'' W | ???             |
| Young Island     | stratovulkán         | 1340      | 66°25'00'' S | 162°27'00'' E | ???             |

## Jižní Georgie a Jižní Sandwichovy ostrovy
| Název             | Forma            | Výška (m) | Souřadnice   | Souřadnice   | Poslední erupce |
| Název             | Forma            | Výška (m) | Zem. šířka   | Zem. délka   | Poslední erupce |
| ----------------- | ---------------- | --------- | ------------ | ------------ | --------------- |
| Bellinda          | stratovulkán     | 1370      | 58°25'00'' S | 26°20'00'' W | 2006            |
| Curry             | stratovulkán     | 551       | 56°18'00'' S | 27°34'00'' W | 1819            |
| Darnley           | stratovulkán     | 1100      | 59°02'00'' S | 26°35'00'' W | 1956            |
| Hodson            | stratovulkán     | 1005      | 56°42'00'' S | 27°09'00'' W | ???             |
| Leskov Island     | stratovulkán     | 190       | 56°40'00'' S | 28°08'00'' W | ???             |
| Lucifer Hill      | stratovulkán     | 229       | 57°04'12'' S | 26°42'00'' W | 1911            |
| Michael           | stratovulkán     | 990       | 57°47'00'' S | 26°27'00'' W | 2005            |
| Oceanit           | stratovulkán     | 900       | 58°25'00'' S | 26°20'00'' W | 2006            |
| mělčina Protector | podmořský vulkán | - 27      | 55°55'00'' S | 28°05'00'' W | 1962            |
| Quadrant Hill     | stratovulkán     | 442       | 57°05'00'' S | 26°43'12'' W | ???             |
| Thule Islands     | stratovulkány    | 1075      | 59°27'00'' S | 27°22'00'' W | 1975            |